# José Cepero
José López-Cepero (né le 1888 à Jerez de la Frontera et décédé le 13 mars 1960 à Séville), est un chanteur espagnol de flamenco.

## Biographie
Il fait ses débuts dans le chant dans sa région natale, terre de grands chanteurs où il ne tarde pas à se distinguer, ce qui le conduit à Séville où il se fait remarquer en chantant dans les cafés. Sous la protection du torero connu sous le nom d'El Valencia II, il s'installe à Madrid. Il se produit au Teatro Barbieri et au Teatro Novedades, en plus de participer à différents concours de flamenco. Il partage la scène avec Bernardo el de los Lobitos et El Mochuelo, entre autres.
Au cours des années 1920, il se produit au Teatro Olimpia, au Pelikan Kursaal et au Teatro Pavón, avant de partir en tournée dans toute l'Espagne en 1928. Au cours des années 1930, il continue à faire des tournées en Espagne et chante au mythique Circo Price de Madrid. Sa carrière est interrompue par la guerre civile espagnole, après quoi il reprend sa carrière en participant à divers spectacles flamencos et en reprenant ses tournées, la dernière datant de 1955.

## Analyse de son œuvre
L'ouvrage Cante y poesía en el imaginario flamenco de José López-Cepero. Vida y obra d'Antonio Conde González-Carrascosa, reçoit le Ier Prix international de recherche flamenca « Ciudad de Jerez ».